# Frédéric Vifian
Frédéric Vifian (né le 12 octobre 1974 à Genève,) est un coureur cycliste suisse, actif dans les années 1990.

## Biographie
Frédéric Vifian est le fils de Bernard Vifian, ancien cycliste professionnel. Suisse de naissance, il possède également la nationalité française. 
En 1992, il participe au championnat du monde juniors à Olympie, où il se classe 26e. L'année suivante, il s'impose sur le Tour du Jura. Il quitte ensuite son club formateur de la Pédale des Eaux-Vives pour rejoindre le VC Lugano. En 1995 et 1996, il évolue en France au VC Lyon-Vaulx-en-Velin.
Après deux stages chez Festina, il passe finalement professionnel en 1997 dans la formation suisse Post Swiss Team. Il court dans cette structure durant trois saisons, avec pour principal résultat une victoire d'étape sur le Tour du Vaucluse en 1998.

## Palmarès
- 1993
  - Tour du Jura
  - 2e du Grand Prix de Chiasso
- 1995
  - Circuit méditerranéen
  - 3e de Colmar-Strasbourg
  - 3e du Tour du Chablais
- 1996
  - Poly Sénonaise
- 1998
  - 3e étape du Tour du Vaucluse
  - 3e du Grand Prix Torres Vedras